# Tallahassee
Tallahassee é a capital do estado americano da Flórida e sede do condado de Leon. Foi incorporada em 1825.
O principal aeroporto da cidade é o Aeroporto Regional de Tallahassee. A CSX opera duas linhas férreas na cidade.

## Geografia
De acordo com o United States Census Bureau, a cidade tem uma área de 268,6 km², dos quais 260,3 km² estão cobertos por terra e 8,3 km² por água.

## Demografia
Segundo o censo nacional de 2020, a sua população é de 196 169 habitantes e sua densidade populacional é de 743,6 hab/km². É a sétima cidade mais populosa do estado. Possui 84 248 residências que resulta em uma densidade de 324,5 residências/km².

## Marcos históricos
A relação a seguir lista as 65 entradas do Registro Nacional de Lugares Históricos em Tallahassee. O primeiro marco foi designado em 15 de outubro de 1966e o mais recente em 22 de julho de 2020. Aqueles marcados com ‡ também são um Marco Histórico Nacional.
- Bannerman Plantation
- Bellevue
- Billingsley Farm
- Blackwood-Harwood Plantations Cemetery
- Bradley's Country Store Complex
- Brokaw-McDougall House
- Calhoun Street Historic District
- Camp House
- Capitólio Estadual da Flórida
- Carnegie Library
- Caroline Brevard Grammar School
- Cascades Park
- Covington House
- David S. Walker Library
- Escambe
- Exchange Bank Building
- Fire Station No. 2
- First Presbyterian Church
- Flavius C. Coles Farmhouse
- Florida Agricultural and Mechanical College Historic District
- Florida Governor's Mansion
- Gaither House
- Gallie's Hall and Buildings
- Goodwood
- Gov. John W. Martin House
- Greene-Lewis House
- Greenwood Cemetery
- Jacksonville, Pensacola and Mobile Railroad Company Freight Depot
- John Gilmore Riley House
- Killearn Plantation Archeological and Historic District
- Lake Jackson Mounds
- Leon County Health Unit Building
- Leon High School
- Letchworth Mounds Archeological Site
- Lichgate on High Road
- Los Robles Gate
- Los Robles Historic District
- Magnolia Heights Historic District
- Meridian Road
- Old City Waterworks
- Old Fort Braden School
- Park Avenue Historic District
- Pisgah United Methodist Church
- Roberts Farm Historic and Archeological District
- Rollins House
- Ruge Hall
- San Luis de Apalache‡
- San Pedro y San Pablo de Patale
- Smoky Hollow Historic District
- Sollner-Wall House
- St. John's Episcopal Church
- Strickland School
- Tall Timbers Plantation
- Tallahassee Historic District Zones I And II
- Taylor House
- The Columns
- The Grove
- Tookes House
- Union Bank
- Wahnish Cigar Factory and Tobacco Warehouse
- Williams House
- Winterle House (1111 Paul Russell Rd)
- Woman's Club of Tallahassee
- Woman's Working Band House
- Lewis House

## Geminações
- Asante Akim North, Ashanti, Gana
- São Martinho, Países Baixos
- Krasnodar, Krai de Krasnodar, Rússia[6]
- Ramat Hasharon, Distrito de Telavive, Israel
- Sligo, Condado de Sligo, Irlanda[7]
- Rugao, Jiangsu, República Popular da China[8]